# سم لیواین
سم لیواین (به انگلیسی: Samm Levine) (زاده ۱۲ مارس ۱۹۸۲)، بازیگر آمریکایی است.
از نقش‌آفرینی‌های او می‌توان به بازی در حرامزاده‌های لعنتی، از آسیب رساندن بپرهیز، نشنال لمپون نه چندان قانونی، فریک‌ها و گیک‌ها و عاشقتم، بث کوپر اشاره کرد.